# Petrella (piroscafo)
Il piroscafo Petrella (nome originale al varo Pasteur) era una nave mercantile tedesca che venne silurata e affondata al largo della baia di Souda (Creta, Grecia) dal sottomarino britannico HMS Sportsman l'8 febbraio 1944, causando la morte di 2670 dei 3173 prigionieri di guerra italiani presenti a bordo. Questa e altre tragedie analoghe che causarono la morte di migliaia di militari italiani prigionieri furono a lungo storiograficamente ignorate. 

## Contesto storico
L’8 settembre 1943 veniva resa pubblica la firma dell'armistizio di Cassabile, atto della seconda guerra mondiale che sanciva la resa incondizionata del Regno d’Italia agli Alleati e la conseguente rottura del patto di alleanza tra Italia e Germania stipulato nell’ottobre del 1936: l’immediata conseguenza fu non solo l'invasione dei territori italiani da parte delle forze armate tedesche ma anche il disarmo e, nella maggior parte dei casi, il successivo internamento delle truppe italiane impegnate nelle campagne belliche, fino ad allora, al fianco dell’esercito tedesco. Nei cinque giorni che trascorsero tra la firma dell’Armistizio e la sua comunicazione ufficiale l’incertezza nella trasmissione degli ordini dello Stato Maggiore italiano agli ufficiali in campo sull’atteggiamento da assumere sul versante tattico-operativo - solo l’11 settembre venne impartito l’ordine di considerare nemiche le truppe tedesche  - l’Esercito italiano sprofondò nel più totale caos, mentre, già poche ore dopo la comunicazione ufficiale, l’Alto Comando tedesco (OKW, Oberkommando_der_Wehrmacht) diede l’avvio all’Operazione "Achse" pianificata già nella primavera del 1943 in previsione del crollo del regime fascista e della conseguente possibile defezione italiana dal conflitto. 
Oltre ai contingenti dell’esercito italiano impiegati nella Penisola e in Francia, nell’area balcanica continentale e nelle isole dell’Egeo erano stanziati circa 430.000 soldati italiani, la maggior parte dei quali, fatti prigionieri, avrebbero dovuto essere internati inizialmente sul territorio per poi essere avviati verso campi di lavoro collocati in aree di occupazione tedesca: Secondo il piano Achse infatti, tutti i militari italiani che non avessero accettato di continuare a combattere al fianco della Wehrmacht avrebbero dovuto consegnare le armi, tutte le dotazioni tecnologiche e scorte di carburante in loro possesso e sarebbero stati considerati non prigionieri di guerra ma, su specifico ordine di Hitler, "Italienische Militärinternierte" (Internati Militari Italiani – IMI). Questa, solo apparentemente insignificante, differenza interpretativa da parte dell’Alto Comando tedesco si traduceva in realtà nella dispensa dal rispetto della Convenzione di Ginevra del 1929, relativa al trattamento dei prigionieri di guerra, dato che la figura dell’internato non era contemplata tra quelle giuridicamente protette dal trattato che garantivano, tra l'altro, il diritto di assistenza da parte della Croce Rossa Internazionale: agli italiani vennero quindi applicate immediate misure detentive nel territorio estremamente dure a causa sia della frustrazione degli Alti Comandi dell’esercito tedesco, originata dal tradimento subito, sia dell'avversione nei confronti dell’Italia a seguito della sua uscita dalla Triplice Alleanza dopo la stipula del Patto di Londra il 26 aprile del 1915 e la successiva dichiarazione di guerra all’Austria il 24 maggio dello stesso anno. Veniva inoltre aggirato il divieto di costringere i prigionieri a un lavoro forzato che potesse favorire la capacità bellica della nazione imprigionante, con la conseguenza di poter disporre di loro come manodopera, non retribuita, da impiegare nell'industria di produzione degli armamenti.

## Condizioni di prigionia, imbarco e trasporto degli internati
Il piano per il trasporto di un numero di prigionieri così elevato si presentò da subito come un’operazione estremamente complicata, soprattutto per quanto riguardava l’evacuazione dalle isole maggiori (Creta, Rodi) e dalle altre isole dell’Egeo: il dominio assoluto del mare da parte degli Alleati rendeva pericolose sia le operazioni di rifornimento di armamenti e vettovagliamento dalla terraferma, sia la navigazione verso i luoghi in continente destinati a centri di raccolta (Peloponneso, Atene e Pireo) degli internati provenienti dalle isole, e le deportazioni in tal senso operate per via aerea dalla Luftwaffe furono in grado di trasferire solo una minima parte dei prigionieri. Il trasporto dei prigionieri via mare restava quindi l'unica opzione percorribile. I tedeschi destinarono allo scopo una serie di piroscafi/motonavi mercantili, generalmente sequestrati dalla Kriegsmarine e dati in gestione alla Mittelmeer-Reederei GmbH, navi totalmente inadeguate a garantire la sicurezza dei trasportati non essendo dotate né di spazi sufficienti né di sistemi di difesa efficaci in caso di attacco aereo o di azioni operate da unità di superficie o da sottomarini. 
Le crescenti difficoltà di approvvigionamento delle truppe tedesche presenti nelle isole a causa dei blocchi navali alleati, che causavano continue perdite di navi cargo, si tradussero soprattutto in un rapido peggioramento delle condizioni di prigionia degli internati italiani e la prospettiva di un rapido esaurimento delle scorte necessarie al contingente tedesco rese prioritario il trasferimento dei prigionieri in continente: l'ordine impartito ai comandi militari della Wehrmacht nelle isole fu quindi di "sfruttare al massimo ogni spazio disponibile senza tenere in minimo conto la comodità e la sicurezza". Ciò nonostante le operazioni di trasferimento si trascinarono con lentezza fino alla fine del 1943: l'ammiraglio Werner Lange, riferendosi alla situazione di Rodi,  sostenne l'impossibilità di sgomberare gli internati italiani dato il rischio concreto di affondamento sia dei mercantili che delle navi di scorta, proponendo di ridurre le razioni di viveri agli italiani o, in alternativa, di utiilizzare per il trasporto piroscafi neutrali o navi ospedale, soluzione quest'ultima bocciata dall'Alto Comando perché si sarebbe tradotta nella liberazione - nel caso di Rodi - di circa 40.000 prigionieri. Hitler stesso, di fronte all'eventualità di dover rinunciare a una consistente manodopera da trasferire in aree controllate dal Reich, ordinò di ignorare tassativamente ogni norma di tutela di sicurezza e di limitazione numerica degli imbarcati, "sfruttando lo spazio massimo senza curarsi delle eventuali perdite", una direttiva immediatamente recepita, così come immediate furono le conseguenze, evidenziate dall'affondamento del piroscafo "Donizetti" il 26 settembre del 1943 che causò la morte di 1.576 internati italiani, il 100% degli imbarcati; la reazione dell'ammiraglio Lange di fronte all'episodio fu di protesta nei confronti del generale Ulrich Kleemann  per non aver imbarcato il numero massimo possibile di internati, ricevendo una ferma risposta da parte di Kleemann che rivendicò il suo dovere di rispettare le leggi del diritto internazionale. La posizione assunta da Kleermann non sortì alcun effetto perché la tendenza a ignorare le norme del diritto internazionale, al di là del diktat proveniente dalla Cancelleria del Reich, era dettata,  in generale, anche dal profondo disprezzo e dal desiderio di vendetta nei confronti degli italiani. Ciò è evidenziato dalle testimonianze di sopravvissuti all'internamento. Di particolare interesse sotto questo aspetto sono gli atti del processo per crimini di guerra perpetrati dai tedeschi nell'isola di Scarpanto, emersi grazie alla relazione del Colonnello Francesco Imbriani: al di là della testimonianza degli atti omicidiari oggetto della denuncia, la sua relazione costituisce un documento fondamentale per chiarire il modus operandi adottato dalla Wehrmacht durante le operazioni di imbarco degli internati, nello specifico, riguardo al "Petrella". Imbriani non imbarcato sul piroscafo ma presente al porto di Souda durante le operazioni di trasferimento dei prigionieri sulla nave, scrive: 
(Fabio Capitanucci, Lettere da Rodi. La tragedia dimenticata della guerra in Egeo (1940-1945), pp. 578-583)
Anche la testimonianza orale di un reduce sopravvissuto al naufragio del Petrella, Leontino Barlocco, raccolta da Fabio Capitanucci conferma le modalità di gestione degli imbarchi degli internati. 

## Affondamento del Petrella
All'affondamento del "Donizetti", tra la fine del 1943 e i primi mesi del 1944 seguirono ulteriori tragedie del mare che videro coinvolti internati militari italiani:
- il 28 settembre 1943 la nave "Ardena" urtò una mina nel Mar Jonio al largo di Cefalonia e affondò, causando la morte di 720 degli 840 militari italiani a bordo
- l'11 ottobre 1943 il "Mario Roselli", alla fonda davanti a Corfù e in attesa di salpare alla volta di Patrasso dopo aver imbarcato 5.500 internati, a causa di un bombardameto alleato naufragò a 800 metri dalla riva, una distanza che molti dei prigionieri, tuffatisi in mare, non riuscirono a coprire, annegando: il numero di perdite è incerto ma è stimato in circa 1.300 unità.
- il 13 ottobre 1943 la "Marguerita" urtò una mina nei pressi di Cefalonia: soccombettero 544 prigionieri, il 60% degli imbarcati
- Il 18 ottobre 1943 fu la volta della nave cargo "Sinfra" che, partita dal porto di Souda, venne attaccata a sole 7 miglia dalla costa da una squadriglia aerea alleata: nonostante l'affondamento avvenisse solo dopo quasi 5 ore a seguito dell'esplosione delle bombe stipate a bordo, dei 2.389 italiani se ne salvarono solo 539, il 23% contro il 97% degli effettivi tedeschi sopravvissuti all'attacco. L'ordine tassativo impartito dal Comando agli ufficiali dei dieci natanti di soccorso inviati infatti fu di "salvare anzitutto i soldati tedeschi"[28]: inoltre testimonianze di prigionieri scampati al disastro affermarono che le stive nelle quali erano ammassati, ormai in preda al panico, vennero sbarrate, bombardate con bombe a mano e i coloro che riuscirono comunque a raggiungere il ponte vennero accolti con sventagliate di mitra che li decimarono. Infine, secondo alcune testimonianze, circa la metà dei 500 prigionieri recuperati dall'acqua dai mezzi di soccorso, una volta sbarcati a La Canea, sarebbero stati fucilati[29].
- Nel mese di novembre 1943, nel corso del trasferimento di prigionieri da Scarpanto a Creta, furono affondate le navi '"Agios Antonius Kal 89" e "Costantinos SA 38" con perdite tra gli internati italiani stimate in circa 100 unità.
- Nel gennaio del 1944 Hitler, al corrente della situazione di scarsità di rifornimenti, emanò l'ordine perentorio di portare via gli internati militari "anche su mezzi di trasporto non idonei al trasferimento truppe"[30] per provvedere al totale sgombero dalle isole greche di tutti gli italiani - sempre più debilitati dalle privazioni - entro il 15 febbraio 1944. In quel mese venne affondato il motoveliero "Alma", con la scomparsa in mare di circa 300 prigionieri.

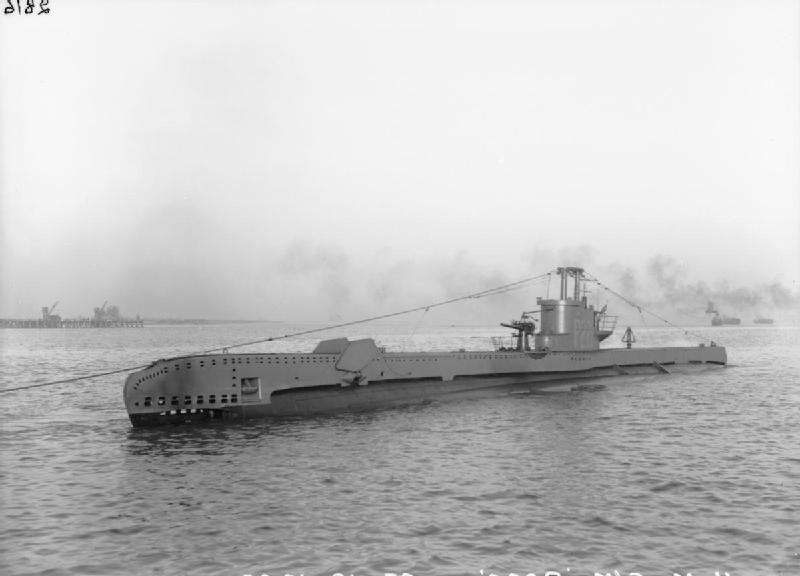
Sottomarino britannico "HMS Sportsman" - Da Wikimedia Commons

Il 4 febbraio 1944 alla base di Souda iniziarono le operazioni di imbarco degli internati sul piroscafo "Petrella",  destinazione Pireo, seguendo le brutali modalità sopra descritte: la nave prese il largo l'8 febbraio alle 6.30, scortato da due unità armate. Alle 8.33, a 8,5 miglia dalla costa, il sommergibile britannico "HMS Sportsman" - al comando del capitano Richard Gatehouse -  intercettò la nave e, dalla distanza di 2.700 metri, lanciò un primo attacco con quattro siluri, due dei quali colpirono lo scafo: come riportato sia dallo stesso comandante del sottomarino sul giornale di bordo che nella versione tedesca dell'episodio, il "Petrella" sulle fiancate riportava ben visibile e in bianco la scritta "POW" (Prisoners of War) ma l'attacco fu portato ugualmente.
A bordo del "Petrella" si registrò una forte esplosione e il piroscafo reclinò su un fianco dal lato dove era stato colpito ma non affondò subito: a seguito del "Mayday" dai porti di Souda e La Canea partì una squadra di soccorso composta da 8 imbarcazioni - per lo più motovelieri greci - mentre si tentava di rimorchiare il piroscafo in direzione di Souda. Secondo numerose testimonianze dei sopravvissuti - comprese quelle dei già citati Imbriani e Barlocco - dopo il primo siluramento a bordo del "Petrella" si scatenò il panico tra gli internati ammassati nelle stive, ingenerando una reazione da parte dei soldati tedeschi analoga a quella che testimoni avevano riferito si fosse già verificata a bordo del "Sinfra" in occasione del suo affondamento: anziché consentire ai prigionieri di portarsi sul ponte di coperta per avere la possibilità di essere salvati i soldati tedeschi spezzavano loro le dita a bastonate man mano che si aggrappavano ai bordi dei boccaporti, aprendo il fuoco contro quelli che riuscivano a uscire dalle stive. Quando l'afflusso dei disperati non fu più contenibile con le sole raffiche di mitragliatrice, i tedeschi lanciarono bombe a mano all'interno delle stive. I mezzi di salvataggio inviati da Creta prelevarono dal "Petrella" esclusivamente soldati tedeschi, lasciando al loro destino i prigionieri superstiti ancora a bordo o finiti in mare: gli internati ancora in condizione di reagire che riuscirono a raggiungere il ponte della nave si gettarono in mare, dove molti di loro continuarono ad essere falciati da raffiche di mitra. Sopravvissero solo quelli tratti in salvo non dai mezzi di soccorso inviati dal comando di Creta - che peraltro sarebbero probabilmente stati sufficienti a recuperare la maggior parte dei naufraghi - ma da natanti greci, da pescatori che, alla vista della nave in fiamme, si prodigarono in azioni di salvataggio nonostante il fuoco delle mitragliatrici. Alle 12.15 l'"HMS Sportsman", sferrò un secondo attacco, lanciando un unico siluro dalla distanza di 3.600 metri, che si rivelò definitivo: il Petrella si spaccò in due tronconi affondando in brevissimo tempo e trascinando sul fondo coloro che ancora si trovavano al suo interno. Alle 13.12 la ricognizione periscopica del sottomarino confermava l'avvenuto affondamento.  La ricostruzione dei fatti relativi sia all'affondamento che alle vicende che l'hanno preceduto, è stata resa possibile grazie a numerose testimonianze di militari superstiti - soldati, ufficiali, cappellani militari - raccolte e conservate negli archivi della Marina dell'Esercito: al netto della possibile soggettività dei resoconti orali dei testimoni e per quanto possa apparire incomprensibile l'aspetto criminoso dell'azione dei soldati tedeschi, la sostanziale corrispondenza delle testimonianze descrive un quadro ritenuto veritiero. Pochi giorni più tardi, con diverse modalità, si consumò la tragedia del piroscafo "Oria", il più grave disastro navale in assoluto avvenuto in Mediterraneo, che costò la vita a oltre 4.000 internati italiani.

## Conseguenze
Ci sono più versioni che riportano le stime dei morti del naufragio del "Petrella" e, come per altri trasporti di prigionieri di guerra affondati nello stesso periodo, in alcuni casi i numeri non coincidono: 
- le fonti dello Stato Maggiore dell'Esercito, sulla base del Diario di Guerra dell'Ammiraglio comandante dell'area Egeo, riportano il numero di 3.338 uomini imbarcati sul piroscafo, di cui 3.173 internati: ma mentre le percentuali di perdite umane tra l'equipaggio e i soldati sarebbe stata del 15% circa degli effettivi tedeschi presenti a bordo, i 2.670 internati militari deceduti (ai quali se ne aggiunsero 24 che morirono nei giorni successivi) avrebbero costituito l'84% del totale degli imbarcati[38]. Questi dati risultano confermati sia dal rapporto del comandante dello "HMS Sportsman"[32], sia dai dati di archivio tedeschi[34]i
- La testimonianza di Imbriani riferisce circa 5.000 internati imbarcati, altre fonti letterarie da 3.000 fino a 6.500: sono questi dati non validabili perché non confortati da fonti certificate, anche se una nota pubblicata sul Bollettino d'Archivio dell'Ufficio Storico della Marina Militare, riferendosi al piroscafo "Capo Pino" (nome del "Petrella" quando era nella disponibilità della Marina Italiana), cita un numero di prigionieri imbarcati pari a 6.500, 1.500 dei quali sarebbero scampati alla morte gazie all'intervento di un piroscafo greco che fu in grado di recuperarli.[39]
- Si è stimato[40] che nelle acque dell'Egeo, dal settembre del 1943 ai primi giorni di marzo del 1944, avrebbero perso la vita tra i 13.298[41] e i 20.694[42] prigionieri italiani.

Nonostante l'elevato numero di perdite materiali e umane registrate nei pochi mesi a cavallo tra il 1943 e il 1944, il trasferimento dei prigionieri militari italiani dalle isole verso il continente - e poi in direzione dei luoghi di lavoro - continuò: si stima che, nei territori controllati dall'OKW, nella primavera del 1944 risultassero impiegati in attività produttive tra 600.000 e 650.000 internati militari italiani. Joseph Goebbels, Ministro per la Propaganda del Reich, per salvaguardare l'efficienza della produzione bellica, a fronte dell'odio da parte del popolo tedesco nei confronti dei "traditori" italiani - che si esplicitava nelle fabbriche, al loro arrivo, con minacce di botte e impiccagioni - fu costretto a emanare una disposizione intesa a limitare atti di violenza arbitrari nei loro confronti.
Storiograficamente il naufragio del "Petrella", così come quelli delle altre navi coinvolte in simili tragedie, è stato a lungo ignorato, il suo racconto limitato a testimonianze orali dei superstiti o a diari di guerra: basti pensare che il primo testo di significativa rilevanza storica, opera dello storico tedesco del nazismo Gerhard Schreiber, fu pubblicato in Germania dalla Oldenbourg Wissenschaftsverlag solo nel 1990. In Italia, tradotto, uscì nel 1992.

### Articoli sul web
- Quaderni del Centro di Studi sulla deportazione e l'internamento, su anei.it, vol. 5, Associazione Nazionale Ex Internati,  pp. 80-85 (archiviato dall'url originale il 13 dicembre 2024).
- Marco Palmieri e Mario Avagliano, Breve storia dell’internamento militare italiano in Germania - Dati, fatti e considerazioni (PDF), su anrp.it (archiviato dall'url originale il 22 luglio 2011).